# Notopora
Notopora es un género con cinco especies de plantas fanerógamas perteneciente a la familia Ericaceae.

## Taxonomía
El género  fue descrito por Joseph Dalton Hooker y publicado en Hooker's Icones Plantarum 12: 53, t. 1159. 1873. La especie tipo es Notopora schomburgkii

## Especies aceptadas
A continuación se brinda un listado de las especies del género Notopora aceptadas hasta marzo de 2014, ordenadas alfabéticamente. Para cada una se indica el nombre binomial seguido del autor, abreviado según las convenciones y usos.
- Notopora auyantepuiensis Steyerm.
- Notopora cardonae A.C.Sm.
- Notopora chimantensis 	Steyerm. & Maguire
- Notopora schomburgkii
- Notopora smithiana Steyerm. & Maguire